# Лино Неси
Лино Неси (1904–непознат датум смрти) био је парагвајски фудбалски нападач који је играо за Парагвај на ФИФА-ином светском купу 1930. Играо је и за клуб Либертад.